# Lillian
Lillian es una comunidad no incorporada en el condado de Baldwin, Alabama, Estados Unidos. Lillian se encuentra sobre la ruta 98 en la costa occidental de Perdido Bay a 9,5 millas (15,3 km) al este de Elberta.

## Historia
La comunidad recibió su nombre de Lillian Kee, la hija de William Thomas Kee, director de correos. En 1630, el Rey de España otorgó concesiones de tierras a la familia Suárez que incluían el sitio actual de Lillian. Baldwin Colonization Company compró el área alrededor de Lillian en 1923 para promover el área como un lugar de centro turístico. Lillian fue una vez el hogar de una escuela y un hotel. El hotel estaba ubicado originalmente en Elberta, luego se desmanteló y se trasladó a Lillian.
La oficina de correos de Lillian se estableció en 1884.
El Puente de la Bahía de Perdido, que atraviesa la Bahía de Perdido desde Lillian hasta Florida, se construyó por primera vez en 1916. El puente reemplazó a un ferry que operaba entre Alabama y Florida. El puente original fue operado por Perdido Bay Bridge and Ferry Company, pero la propiedad se transfirió a los estados de Alabama y Florida cuando se completó un segundo puente en 1930. El puente se utilizó originalmente como un puente de peaje, pero los peajes se suspendieron en 1943. El puente actual se completó en 1980.
El Antiguo Cementerio Español en Lillian incluye entierros desde el siglo XVI.
El Lillian Swamp se administra como una reserva natural como parte del Forever Wild Land Trust. El pantano también está catalogado como un Sitio de Manejo Ecológico del Golfo de Alabama debido a su importancia como hábitat de estuario y parada de aves migratorias.